# Theodore Motzkin
Theodore Motzkin   (Berlín, 26 de març de 1908 - Los Angeles, 15 de desembre de 1970) va ser un matemàtic israelià nascut a Alemanya.

## Vida i Obra
El seu pare, Leo Motzkin era un matemàtic, nascut a l'Imperi Rus, que havia deixat la carrera per treballar per al moviment sionista i s'havia instal·lat a Berlín. El jove Motzkin va fer els estudis secundaris al Humboldt Gymnasium de Berlín i després va estudiar matemàtiques a les universitats de Göttingen, París i Berlín, on va ser deixeble d'Issai Schur. Finalment, va completar els seus estudis el 1933 a la universitat de Basilea amb una tesi sobre inequacions lineals dirigida per Alexander Ostrowski. Entre 1934 i 1948 va treballar com a professor a la universitat Hebrea de Jerusalem. Durant la Segona Guerra Mundial també va treballar com a criptògraf per a l'administració britànica de Palestina. Després dos anys com a investigador visitant a la universitat Harvard i al Boston College, des de 1950 fins a la seva mort sobtada, va treballar a l'Institut d'Anàlisi Numèrica de la universitat de Califòrnia a Los Angeles.
Els seus principals treballs van ser en aritmètica computacional i teoria de Ramsey. A ell se li deu l'afirmació de que el desordre absolut és impossible:
| «               | La influència sobre les matemàtiques dels seus dos veïns, la física i la lògica, és de vegades contrària o, almenys, complementària. Mentre que els teoremes d'entropia de la teoria de la probabilitat i la física matemàtica impliquen que, en un univers gran, el desordre és probable, certs teoremes combinatoris mostren que el desordre complet és impossible. | » |
| — Motzkin, 1967 | |   |

D'especial importància van ser els seus treballs sobre programació lineal, entre els quals destaca el seu mètode per resoldre sistemes de desigualtats lineals, anomenat eliminació de Fourier-Motzkin, i els treballs sobre descomposició de conjunts. A la seva mort havia publicat més de cent articles científics i en va deixar una setantena, acabats i en esborrany, sense publicar així com el manuscrit de tres llibres.